# 119 (numéro d'appel d'urgence)
Pour les articles homonymes, voir 119 (homonymie).
Le 119 est un numéro d’appel d’urgence utilisé dans plusieurs pays, en particulier en Chine, en Corée du Sud, en France, au Japon, aux Maldives, au Sri Lanka et à Taïwan. Sa destination diffère en fonction du pays d'usage (ainsi le 119 en France permet d'alerter sur les cas de maltraitance sur enfants).

## Chine
En Chine, le 119 est utilisé pour contacter les pompiers.

## Corée du Sud
En Corée du Sud, le 119 est utilisé pour contacter les pompiers et les services médicaux d'urgence.

## France
En France, le 119 est utilisé pour contacter le Service national d'accueil téléphonique pour l'enfance en danger.

## Japon
Au Japon, le 119 est utilisé pour contacter les pompiers.

## Maldives
Aux Maldives, le 119 est utilisé pour contacter la police.

## Sri Lanka
Au Sri Lanka, le 119 est utilisé pour contacter la police.

## Taïwan
En Taïwan, le 119 est utilisé pour contacter les pompiers et les services médicaux d'urgence.